# 루이 졸리에

루이 졸리에(프랑스어: Louis Jolliet, 1645년 9월 21일 ~ 1700년 5월?)는 미시시피강 원정을 이끈 프랑스계 캐나다인 탐험가이다. 그와 프랑스의 선교사 자크 마르케트는 아마 미시시피 강 상류와 현재 일리노이주와 위스콘신주의 일부에 도달한 첫 백인 탐험가들이었을 것이다.

## 어린 시절
당시 누벨 프랑스의 영토이자 현재 퀘벡 시 근처에서 태어났다. 소년으로서 퀘벡에서 예수회 성직자들이 운영하는 학교에서 수학하였으며, 10대로서 성직을 위한 공부를 하기 시작하였다. 그러나 후에 마음을 바꾸고 22세 때에 학교를 떠났다.
1669년부터 1671년까지 졸리에는 누벨 프랑스 정부를 위하여 오대호의 지방을 거의 탐험하였다. 이 시기 동안에 그는 실력있는 지도 작성자였으며 모피 교역인으로 일하기도 하였다. 1670년 경에 현재 온타리오주에 속하는 소생마리에 모피 교역장을 설립하였다. 그는 프랑스에 거대한 이득을 가져온 비버 가죽을 위한 교환에서 총, 칼과 다른 물건들을 인디언 사냥꾼들에게 매매하였다.

## 발견과 탐험

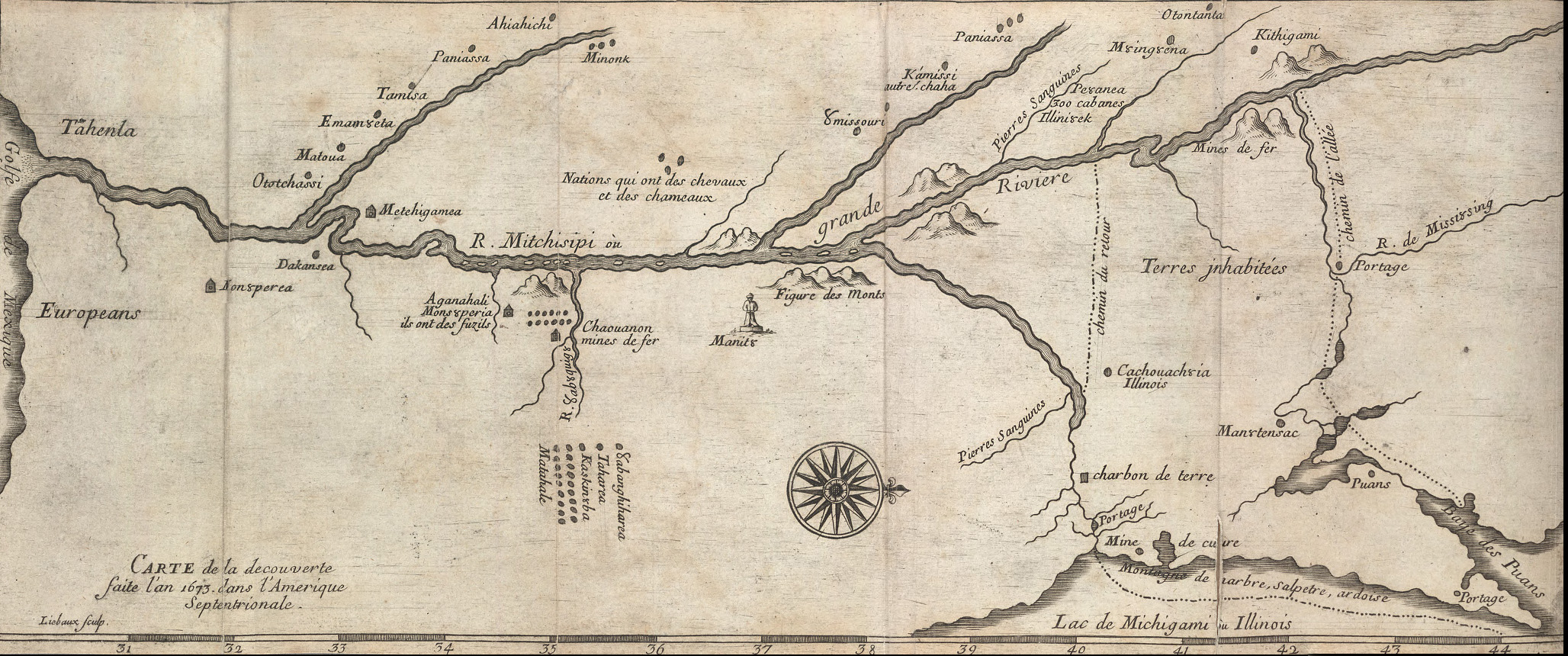
1673년에 자크 마르케트와 졸리에가 여행한 통로를 보여주는 지도

오대호 지방의 인디언들은 가끔 바다로 흘러간 거대한 수로에 대하여 이야기하였다. 그들은 자기들의 말로 "큰 강"을 의미하는 "미시시피"라고 불렀다. 프랑스인들은 이 강이 태평양으로 향하여 서부로 흐르고 극동으로 교역로를 마련한다고 생각하였다.
1673년 누벨 프랑스의 총독 콩트 드 프롱테나크는 미시시피 강을 찾아 그 행로를 따라가기 위하여 졸리에를 보냈다. 선교사로서 인디언들 사이에 일하고 그들의 언어를 알던 예수회 성직자 마르케트는 졸리에와 동행하기로 선택되었다.
그해 5월에 다른 5명의 남자들과 동행된 마르케트와 졸리에는 미시간호 북부에 있는 세인트 이그내스로부터 2대의 카누들을 세워 현재 위스콘신 주를 지나면서 미시시피 강으로 여행하였다.
졸리에와 마르케트가 미시시피 강에 노를 저으면서 그들은 강이 서부가 아닌 남부로 흐른다는 것을 알아차렸다. 그들은 그 강이 아마 멕시코만으로 흘러든다는 결론을 내렸다. 탐험단이 아칸소 강의 입구에 도달할 때 비우호적인 인디언들을 마주치기 시작하였다. 한명의 친절한 인디언이 마르케트에게 미시시피 강 멀리 남쪽에 백인들이 살았다고 말하였다. 졸리에와 마르케트는 이 사람들이 멕시코 만 근처에 정착한 스페인인들일 것이라고 추정하였다.
인디언들과 스페인인들에 의한 공격에 위협을 느낀 그들은 되돌아갔다. 그들은 현재의 일리노이 주가 된 지역을 통하여 미시간 호로 돌아갔다. 졸리에의 카누는 몬트리올 근처에 있는 세인트로렌스강에서 뒤집혀, 그의 지도들과 여행의 기록들이 분실되었다. 후에 자신의 기억으로부터 어떤 지도들을 만들었다. 전체의 여행은 대략 5개월이 걸렸다.

## 이후의 세월
누벨 프랑스의 정부는 졸리에에게 그의 공로로 인한 보수로서 세인트로렌스만에 있는 앤티코스티 섬을 주었다. 그는 1679년 허드슨만으로 여행을 떠났고, 1689년과 1694년에 현재의 래브라도반도의 해안을 탐험하였다. 이 탐험들에 졸리에는 많은 수위도를 작성하였고 1697년 퀘벡에 본부를 두어 국왕의 수로 측량가로 임명되었다.